# Estación de Camarles-Deltebre
Camarles-Deltebre es un apeadero ferroviario situado en el municipio español de Camarles en la provincia de Tarragona, comunidad autónoma de Cataluña. Dispone de servicios de Media Distancia operados por Renfe.

## Situación ferroviaria
La estación se encuentra en el punto kilométrico 190,7 de la línea férrea de ancho ibérico que une Valencia con San Vicente de Calders.

## Historia
Aunque la estación se encuentra en el tramo Amposta-Tarragona de la línea que pretendía unir Valencia con Tarragona abierto el 12 de marzo de 1865 por parte de la Sociedad de los Ferrocarriles de Almansa a Valencia y Tarragona o AVT, no se dispuso de ninguna parada en Camarles. Esto cambió en 1922 cuando Norte que años antes había adquirido AVT puso en funcionamiento la correspondiente estación que inicialmente se denominó La Granadella-Camarles.
En 1941, tras la nacionalización del ferrocarril en España la misma pasó a ser gestionada por la recién creada RENFE. En 1995 con la apertura de la variante del Ebro fue desplazada ligeramente hacia el norte y convertida en apeadero.
Desde el 31 de diciembre de 2004 Renfe Operadora explota la línea mientras que Adif es la titular de las instalaciones ferroviarias.

## Servicios ferroviarios

### Media Distancia
Los trenes de Media Distancia operadores por Renfe la unen principalmente con Tortosa, Tarragona y Barcelona. 
| Línea MD | Trenes          | Origen/Destino |  | Destino/Origen | Equivalente Rodalies de Catalunya |
| -------- | --------------- | -------------- |  | -------------- | --------------------------------- |
| 32       | Regional Exprés | Tortosa        |  | Barcelona      |                                   |